# マクシス・コミュニケーションズ
マクシス・コミュニケーションズ（Maxis Communications）は、マレーシアの1995年に営業を開始した携帯電話事業会社である。プリペイド式の携帯電話サービス　Hotlink と、月払いの回線（ポストペイド）、固定電話回線、ブロードバンドインターネットサービスも展開している。2005年からはプリペイド式、ポストペイド共に3Gサービスを行っている。

## 概要
もっとも人気のあるプリペイド式 Hotlink プリペイドサービスは800万人のユーザーを抱えている。マレーシアにおけるプリペイド式SIMカードの値下げをDIGIと争っており、プリペイドSIMの価格がRM6からと非常に安価で購入ができる。（外国人の場合パスポートの提示が必要）

## 株主
マクシス・コミュニケーションズの筆頭株主はマレーシア人インド系実業家のアナンダ・クリシュナン（Ananda Krishnan）である。